# فهرست‌های رنگ‌ها
فهرست‌های رنگ‌ها عبارتند از:
- پیش‌نویس:فهرست رنگ‌ها: الف–ذ
- پیش‌نویس:فهرست رنگ‌ها: ر–غ
- پیش‌نویس:فهرست رنگ‌ها: ف–ی
- فهرست رنگ‌ها (فشرده)
- پیش‌نویس:فهرست رنگ‌ها بر اساس سایه
- پیش‌نویس:فهرست پالت رنگ
- پیش‌نویس:فهرست رنگ‌های مداد رنگی کرایولا
- پیش‌نویس:فهرست رال رنگ‌ها
- پیش‌نویس:نام رنگ X11